# Hospital da Salpêtrière

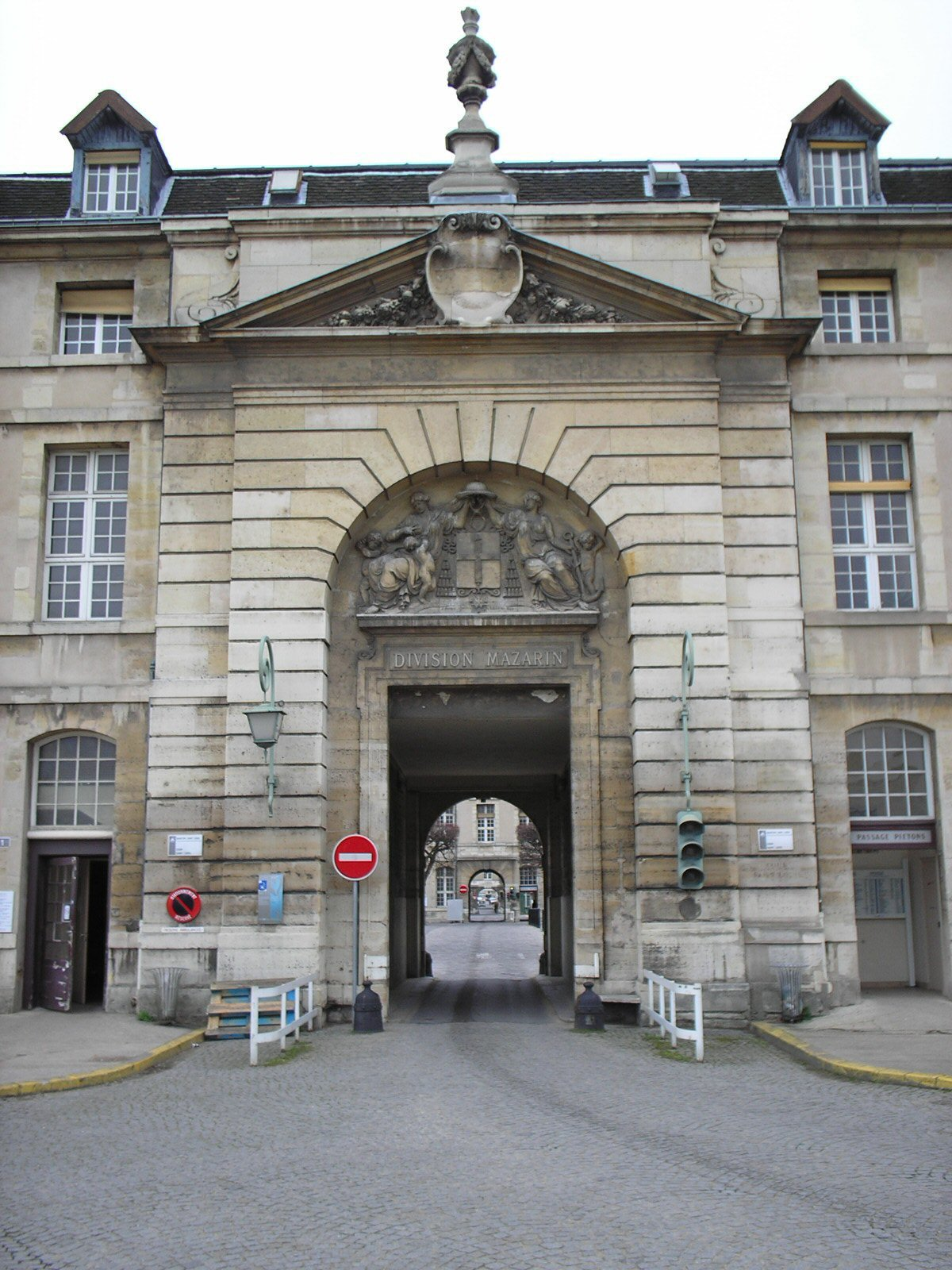
Entrada do Hospital Pitié-Salpêtrière.

O  Hospital da Salpêtrière ou Pitié-Salpêtrière (em francês,  Hôpital de la Salpêtrière) é um hospital de Paris, na França.

## História
Projetado por Louis Le Vau e construído no século XVII num local onde anteriormente existia uma fábrica de pólvora (o nome deriva do francês salpêtre; em português, salitre, um ingrediente da pólvora). O prédio foi projetado para deter pobres, mendigos, desocupados e marginais diversos que pudessem perturbar a ordem da cidade de Paris.
Eventualmente, serviu de prisão para prostitutas e local para manter afastados da sociedade os doentes mentais, os criminosos insanos, epilépticos e os desvalidos em geral. O lugar também era famoso pela sua grande população de ratos.

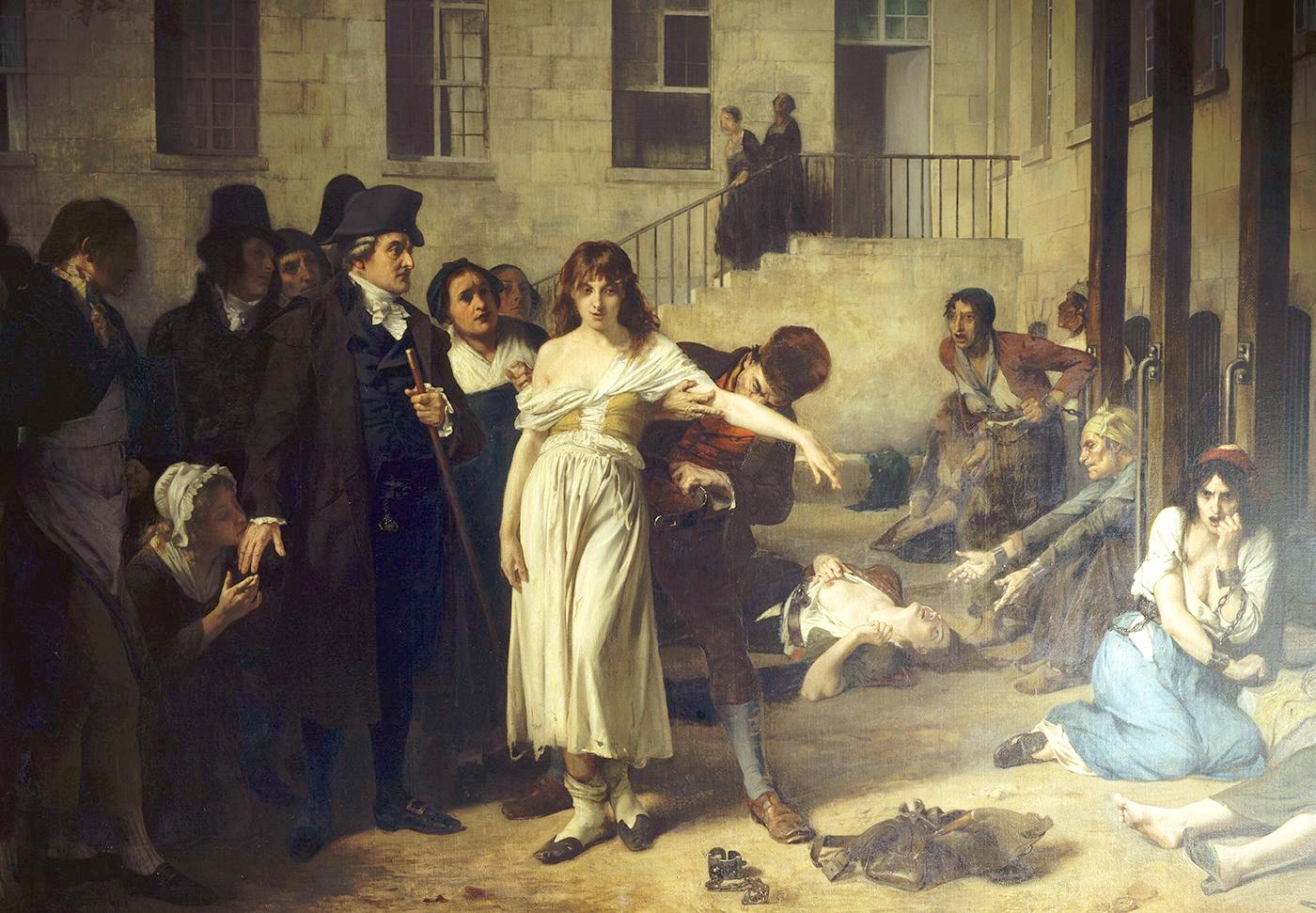
Pinel em Salpêtrière, por Tony Robert-Fleury.

No período da Revolução Francesa, foi tomado pela multidão, que libertou as prostitutas. Outras (provavelmente mulheres doentes mentais) foram assassinadas. Desde a Revolução,  Salpetrière serviu como asilo e hospital psiquiátrico para mulheres.
Um dos seus mais famosos professores, Jean-Martin Charcot é conhecido como o pai da neurologia moderna e mentor de Sigmund Freud. Suas aulas nas enfermarias do Hospital ajudaram a elucidar a história natural e a fisiopatologia de muitas doenças, incluindo a neurossífilis, a epilepsia e o acidente vascular cerebral.
A atenção da mídia internacional voltou-se rapidamente ao Salpetrière em agosto de 1997. Após um violento acidente automobilístico no túnel da Ponte de l'Alma, Diana, Princesa de Gales foi transferida e socorrida na emergência do hospital, vindo a falecer no local algumas horas depois.
Atualmente, Salpetrière é um centro hospitalar universitário, que engloba a maioria das especialidades médicas. O hospital abriga o Institut du cerveau et de la moelle épinière.